# Sabicas
Agustín Castellón Campos (Pamplona 16 de marzo de 1912-Nueva York, EE. UU., 14 de abril de 1990), conocido como Sabicas, fue un guitarrista español, considerado maestro de la guitarra e impulsor de la internacionalización del flamenco. Fruto de esta internacionalización surgió la fusión del flamenco con otras corrientes musicales. Es considerado, junto con Ramón Montoya, uno de los pilares fundamentales de la guitarra flamenca.

## Biografía

### Primeros años
Sabicas nació en el número 7 de la calle Mañueta de Pamplona. Sus padres, gitanos dedicados a la venta ambulante, fueron Agustín Castellón Gabarri y Rafaela Campos Bermúdez. Durante su infancia vivió en esa misma calle, en la de Jarauta, o en la cercana localidad de Villava.
Según él, el apodo procede de su pronunciación infantil de la palabra habas:

De chiquito, aquí, en Madrid, mi mamá mandaba a la criada a la compra, y cuando venía yo metía la mano en la cesta y sacaba las habas y me las comía con cáscara y todo. Mi mamá me miraba: 'Pero, hijo mío, estás na más que con las habas. Te voy a poner habas, y habas, habas, habicas'. Y de las habas, la-s-habicas, me quedó Sabicas.
transcripción de Ángel Álvarez Caballero

### Influencias
Esencialmente autodidacta, comenzó a tocar la a la edad de cinco años, cuando sus padres le compraron una guitarra por 17 pesetas. Él mismo aprendió a afinarla y a tocar las primeras notas. En su estilo inicial, sin embargo, reconoce la influencia de dos guitarristas. De su tío Ramón Montoya aprendió la vertiente clásica: el manejo de la mano izquierda, y con ello los primeros acordes, los arpegios y los trémolos. De Manuel Gómez Vélez, Manolo el de Huelva o Niño de Huelva, la vertiente gitana: el manejo del pulgar y con él los primeros ritmos y melodías.

### Comienzos artísticos
Con siete años actúa en público por primera vez en el teatro Gayarre, y con diez se traslada a Madrid. Descubierto por Manuel Bonet, debuta en el teatro El Dorado (hoy Teatro Muñoz Seca) acompañando a La Chelito. De inmediato causa gran sensación en la capital y es descrito como un «fenómeno». Según testimonio del propio artista,

Tocaba un fandanguillo y levantaba una mano y me quedaba con una mano sola y aquello fue una bomba.
Transcripción de Norberto Torres

Por entonces se le empezó a conocer como Niño de las habicas o Niño Sabicas. Durante la década de 1920 irá adquiriendo tablas en diversos locales madrileños dedicados al flamenco, especialmente Villarrosa. Sin embargo, será su extensa colaboración con importantes cantaores de la época la que le llevó a desarrollar un estilo único: Niña de la Puebla, Juanito Valderrama, Estrellita Castro, Niña de los Peines, El Carbonerillo o Niño de la Calzá, a algunos de los cuales acompaña también en sus grabaciones. Ya en los años treinta es reconocido como uno de los grandes guitarristas españoles.
Entre sus discípulos se cuenta, entre otros, a Paco de Lucía y el joven y talentoso Javier Conde.

### Exilio
Abandonó España en 1936 durante la guerra civil española, de ahí se escaparon, por la noche, cruzando los Pirineos, y el Camino de Santiago, hacia Francia, donde tomaron un barco a América, llegando primero a la Argentina. En donde conoció a Libertad Lamarque, actriz argentina, de ahí marcharon todos exiliándose, en México en primera instancia, con la bailaora Carmen Amaya, cuya familia se estableció definitivamente en esa ciudad.
En la Ciudad de México conoció a Esperanza González Erazo, se casaron y tuvieron cuatro hijos: Maricruz, Carlos, Agustín, y Margarita. Ambos realizaron juntos varias giras y se estableció más tarde en Nueva York. En donde llegó a actuar en el Radio City Music Hall durante una gala benéfica, retransmitiéndose en formato de telemaratón en WOR-TV (Channel 9). Actuó junto a la artista española Rosa Morena, con la que interpretó “Angelitos negros”, por bulerías. Coincidiendo además, con artistas americanos como Frank Sinatra, Dean Martin, Judy Garland, Sammy Davis, Jr., Candido, entre otros. Este acontecimiento fue organizado por la Fundación UCP (United Cerebral Palsy) de Nueva York, presidida por Leo Hausman. No regresó por primera vez a España hasta 1967 y siempre que lo hizo fue brevemente. Fue precisamente aprovechando su llegada a España en septiembre de 1967 cuando tuvo lugar un homenaje al gran guitarrista en los jardines de La Alcazaba, en Málaga, como invitado de honor en la IV Semana de Estudios Flamencos de Málaga, en el que intervinieron, entre otros Enrique Morente, Paco de Lucía, Serranito, Manuel Cano y un jovencísimo Rafael Morales; al finalizar, el alcalde de Málaga le impuso al gran maestro Sabicas la Medalla de Oro de la ciudad, únicamente concedida en ediciones anteriores a Pastora Imperio y Manolo Caracol.
En el Carnegie Hall de Nueva York se le tributa lo que sería su último homenaje el diez de junio de 1989, falleciendo en esa ciudad al año siguiente, con setenta y ocho años de edad.

### Grabaciones
Su primer álbum en solitario, Flamenco Puro (1961), se convirtió en un hito de la historia de la guitarra flamenca. Pero en Rey del Flamenco, seis años más tarde, se sitúa a un nivel aún superior.
Cabe resaltar también los primeros pasos dados por el flamenco junto con otras corrientes musicales. Así, abrió la puerta de la fusión del flamenco con el rock en la grabación de "Rock encounter" junto a Joe Beck en 1966, aunque publicado en 1970. Lo que en un principio fue un mero experimento, que ni siquiera fue muy valorado por él, terminó convirtiéndose en un primer paso en la vereda que engrandecieron más adelante las bandas del llamado rock andaluz.

## Estilo e importancia
Sabicas, que obtuvo varios discos de oro, tuvo gran importancia en la introducción del flamenco a públicos de fuera de España y del resto del mundo hispanohablante. 
Más tarde, diría en una entrevista:

La guitarra flamenca no se había tocado nunca nada más que en España, y no todo el mundo, muy poquita cosa. Entonces, desde que salieron mis discos, en los últimos treinta años, la gente se aficionó a la guitarra flamenca en cualquier lado del mundo.

Como ejecutante, Sabicas marcó un punto de inflexión en la técnica de ejecución de la guitarra flamenca al introducir nuevos conceptos en la ejecución, destacando por su velocidad y limpieza de ejecución y por su técnica de la mano derecha.

Ciertamente, sin Sabicas la guitarra flamenca no sería hoy lo que es. En su tiempo hizo una revolución que dejó estupefactos a los entendidos. Aportó soluciones técnicas tremendamente complicadas, de enorme dificultad, jamás inventadas por nadie antes. A la vez, un raro sentido de la capacidad expresiva del instrumento le llevó a componer música de inédita belleza, a la que sus predecesores apenas se habían aproximado.

Puede entonces decirse que antes de Sabicas había cosas imposibles de hacer con una guitarra. Después de él, ya no. Por ello es que en el mundillo, tanto entre los guitarristas de otros géneros como entre las firmas fonográficas, siempre se le trató bajo el adjetivo de virtuoso. No podría ser de otro modo, puesto que este hombre llevó a la guitarra flamenca —considerada hasta la década de 1950 como un instrumento solamente destinado al acompañamiento del cante— a una dimensión inimaginable antes de la tremenda irrupción de este auténtico fenómeno musical. Por otro lado, Sabicas rompió con el cliché de que solamente los andaluces podían tocar la guitarra perteneciente a este género, logrando creaciones de un sentido estético superior, así como de mayor aroma e intensidad flamencos que las piezas compuestas por la gran mayoría de sus contemporáneos nacidos en el sur de la península.
El fabuloso Sabicas es una película documental sobre el artista dirigida por Pablo Calatayud y producida por Toni Sasal. Está realizada en 2012 por la empresa 'En Clave Audiovisual', de Pamplona (ciudad natal del maestro) y está coproducida por TVE. 'El fabuloso Sabicas' recorre con rigor la trayectoria vital y artística de Sabicas dando una visión global de la importancia y relevancia del maestro, sus aportaciones y el modo en que revoluciónó el toque flamenco, a partir de las entrevistas realizadas a destacados flamencólogos, artistas, y también a familiares. El documental, de noventa minutos de duración, contiene material inédito del artista.

## Discografía parcial
- Flamenco on Fire (versión retitulada de The Art of the Guitar)
- Fiesta flamenca
- Queen of the Gypsies (con Carmen Amaya, 1959)
- ¡Flamenco! (con Carmen Amaya, 1972)
- Flamenco puro (1961)
- Flamenco Styles on Two Guitars (con Mario Escudero)
- The Fantastic Guitars of Sabicas and Escudero (1959)
- Sabicas La historia del flamenco doble LP (1969)
- Recital de guitarra flamenca (vol. 1,2,3)
- From the Pampas to the Rio Grande (con Mario Escudero)
- Festival gitano (con Los Trianeros)
- Sabicas, Volúmenes 1-3 (1957–1958)
- El rey del flamenco (1965)
- Soul of Flamenco (1960)
- Flamenco Reflections (1963)
- Rock Encounter (con Joe Beck, 1970)
- Flamenco Fantasy (1960)
- Flaming Flamenco Guitar (1963)
- Flamenco virtuoso (1961)
- Nueva York / Granada (con Enrique Morente) (1990)
- Sixteen Immortal Performances (antología de grabaciones ABC-Paramount, 1972)
- Solo Flamenco (1959)
- El duende de la guitarra flamenca
- The Art of the Guitar (1976)
- Tres guitarras tiene Sabicas (1969)
- Flamenco histórico